# جون جيبس
جون جيبس (بالإنجليزية: John Gibbs)‏ هو لاعب دوري الرغبي أسترالي، ولد في 16 مايو 1956.